# Dolistenus humicola
Dolistenus humicola är en mångfotingart som först beskrevs av Karl Wilhelm Verhoeff 1926.  Dolistenus humicola ingår i släktet Dolistenus och familjen Andrognathidae. Inga underarter finns listade i Catalogue of Life.